# Фебрильная нейтропения
Фебрильная нейтропения (англ. neutropenic fever — «нейтропеническая лихорадка») — сочетание лихорадки и нейтропении, угрожающее жизни состояние, внезапно и остро развивающееся у больных с нейтропенией — числом нейтрофилов ниже 500 в микролитре крови. Также к нейтропении относят состояние с содержанием нейтрофилов менее 1000 в микролитре крови с ожидаемым снижением до 500 и менее.
Фебрильная нейтропения типична для онкобольных после химиотерапии.
Нейтропения — один из видов миелосупрессии, которая является побочным эффектом цитотоксической терапии (химиотерапии). Она представляет собой одно из опасных проявлений миелотоксичности и приводит к тяжёлой инфекции.
Повышение температуры тела при нейтропении происходит в случае развития инфекции, при этом отсутствуют классические симптомы инфекционного заболевания. Фебрильная нейтропения диагностируется при не менее чем двухкратном повышении температуры за сутки до 38 ℃ или однократном до 38,5 ℃.

## Симптомы
Фебрильная нейтропения диагностируется как внезапное повышение температуры больного выше 38 °C (повышается в течение нескольких часов, иногда — нескольких десятков минут) на фоне снижения абсолютного числа циркулирующих нейтрофилов ниже 500 на кубический миллиметр крови или абсолютного числа циркулирующих гранулоцитов ниже 1000 на кубический миллиметр. При этом характерна резчайшая общая слабость, озноб, тяжёлое общее состояние. Возможен проливной пот, тремор вследствие озноба, тахикардия, артериальная гипотензия вплоть до признаков сердечно-сосудистого коллапса или шока.
Поскольку при таком критическом снижении числа нейтрофилов воспалительная реакция организма на инфекцию резко угнетена, быстро обнаружить очаг инфекции (причину повышения температуры) не представляется возможным. Лёгкие больного «чистые» (хрипы отсутствуют), нет симптомов со стороны глотки, носовых ходов, мочеиспускательного тракта или желудочно-кишечного тракта, не обнаруживаются абсцессы мягких тканей или гнойничковые поражения кожи. (Эти поражения могут проявиться значительно позже, иногда незадолго до смерти больного, когда интенсивность инфекции станет настолько велика, что даже в ситуации глубокого угнетения иммунитета проявится воспалительная реакция.)

## Диагностика
Исходя из отсутствия специфичных симптомов, диагноз «фебрильная нейтропения» является «диагнозом исключения», который ставится при невозможности быстро установить причину повышения температуры у больного с нейтропенией, найти очаг воспаления. В случае обнаружения конкретной причины повышения температуры диагноз изменяется на более точный (например, может идти речь о пневмонии или бактериальном сепсисе на фоне нейтропении).

## Этиология
Фебрильная нейтропения чаще всего развивается на фоне или вскоре после цитостатической химиотерапии по поводу лейкозов, реже после интенсивных режимов цитостатической химиотерапии по поводу других злокачественных новообразований и ещё реже на фоне нейтропении другой этиологии, после лучевой терапии, кондиционирования перед трансплантацией костного мозга и в других случаях.
Фебрильная нейтропения может представлять собой гиперергическую реакцию организма на токсическое воздействие цитостатических химиопрепаратов, продуктов разрушения опухолевых и здоровых клеток или на само по себе резкое снижение количества циркулирующих нейтрофилов и нарушения продукции цитокинов и иммуноглобулинов.
Чаще всего фебрильная нейтропения является проявлением инфекции, очаг которой своевременно установить не удаётся вследствие подавления воспалительного ответа организма на инфекцию. При этом инфекция протекает чрезвычайно тяжело, быстро распространяется из первичного очага на другие органы и системы организма и быстро приводит к смерти больного даже в тех случаях, когда инфицирующий микроорганизм относится к сапрофитным или низковирулентным для больных с нормальным иммунитетом и нормальным количеством циркулирующих в крови нейтрофилов, или локализация первичного очага инфекции не относится к особо опасным для больных с нормальным иммунитетом (например, при остром уретрите или фарингите).
Наиболее частыми возбудителями инфекций при фебрильной нейтропении являются патогенные стрептококки и стафилококки, часто в ассоциации с анаэробными микроорганизмами, например Pseudomonas aeruginosa или Bacillus fragilis, также клостридиями. Реже, но также достаточно часто, возбудителями оказываются грибки, в частности Candida spp. (кандидоз) и ещё реже симптоматика вызвана реактивацией вируса герпеса или цитомегаловируса.
В редких случаях фебрильная нейтропения может развиваться из-за врожденной аномалии. Угнетение выработки нейтрофилов может происходить из-за наследственного агранулоцитоза, семейной или циклической нейтропении, недостаточности поджелудочной железы, почечной недостаточности или ВИЧ. Также причиной нейтропении могут оказаться повреждения костного мозга, онкологические заболевания или даже авитаминоз (недостаточность витамина В12 и фолиевой кислоты).

## Обследование
Больной с фебрильной нейтропенией или с подозрением на неё должен быть немедленно тщательно обследован. Обязательным является взятие образцов крови, мочи, кала, мокроты, рвотных масс или других доступных биологических жидкостей больного на бактериоскопическое и бактериологическое обследование, а также экстренная рентгенография лёгких, тщательный осмотр зева и носоглотки, кожи и доступных слизистых оболочек, перианальной области, осмотр и пальпация лимфатических узлов, тщательная аускультация лёгких.

## Лечение
При фебрильной нейтропении немедленно должно быть начато эмпирическое лечение антибиотиками. Лечение назначается сразу после постановки предварительного диагноза, до установления точного этиологического диагноза и идентификации возбудителя, сразу же после взятия проб крови и биологических жидкостей больного на анализы. (До взятия проб больной не должен принимать противобактериальные препараты, так как лечение антибиотиками может помешать выделению возбудителя и его идентификации.)
При назначении следует отдавать предпочтение сочетаниям мощных бактерицидных антибиотиков широкого спектра действия (стандартом ведения таких больных является назначение трёх антибиотиков в сочетании с противогрибковым препаратом). Врач должен обратить особое внимание на то, чтобы эмпирическая терапия эффективно покрывала весь спектр наиболее вероятных возбудителей тяжёлых инфекций, в частности, действовала как на стафилококков и стрептококков, так и на анаэробов.
Ни в коем случае не следует давать больному с фебрильной нейтропенией жаропонижающие препараты, так как они могут затруднить оценку клинического состояния больного и эффективности антибиотиков. Поскольку воспалительная реакция подавлена вследствие нейтропении и нет возможности оценить динамику состояния больного по симптомам со стороны очага воспаления, температура тела может быть почти единственным показателем состояния больного и единственной мерой адекватности антибиотикотерапии.
По получении результатов бактериологических анализов, идентификации возбудителей и определения их чувствительности к антибиотикам эмпирическую терапию следует скорректировать в соответствии с лабораторными данными.
Если в течение 3 дней, несмотря на адекватную антибиотикотерапию, температура тела у больного не нормализуется и клиническое состояние не улучшается, это свидетельствует о возможной первично грибковой инфекции или присоединении грибковой суперинфекции на фоне лечения антибиотиками, которая требует соответствующего лечения.
Особое место в терапии фебрильной нейтропении занимает поддерживающая терапия: лечение и профилактика септического шока или коллапса, адекватное питание больного, при необходимости — внутривенное, лечение острой дыхательной недостаточности вплоть до искусственной вентиляции лёгких при необходимости, местное лечение язвенных поражений кожи и слизистых и прочее.